# Allyson Felix
Allyson Michelle Felix (Los Angeles, 18 novembre 1985) è un'ex velocista statunitense, detentrice del record mondiale della staffetta 4×100 m.
Vincitrice di 11 medaglie olimpiche, di cui 7 d'oro, 3 d'argento e 1 di bronzo, è la donna con il maggior numero di medaglie e di medaglie d'oro olimpiche nell'atletica leggera, oltre che l'atleta più vincente in assoluto ai campionati mondiali con 14 ori, 3 argenti e 2 bronzi. Tra le altre competizioni internazionali ha vinto l'oro ai Mondiali indoor, argento alle World Relays, un oro e un bronzo ai Giochi panamericani e 2 ori ai Mondiali allievi.
Esordì a livello internazionale nel 2001 ai Campionati del mondo allievi di Debrecen e prese parte alle sue prime Olimpiadi ad Atene 2004 nei 200 metri piani, disciplina in cui divenne campionessa olimpica a Londra 2012 e campionessa mondiale a Helsinki 2005, Osaka 2007 e Berlino 2009. Nel 2007, con l'aggiunta delle vittorie nelle staffette 4×100 m e 4×400 m, fu la seconda donna al mondo dopo Marita Koch, nel 1983, a vincere tre medaglie d'oro in un'unica edizione dei campionati del mondo di atletica leggera.
Nel 2011 diventò la prima atleta ad aver vinto in carriera il titolo statunitense nei 100 m, 200 m e 400 m piani. Nel 2012 corse ai trials di Eugene i 200 m in 21"69, diventando la quarta atleta più veloce di sempre; a fine anno fu eletta Atleta mondiale dell'anno.

## Biografia

### Gli inizi
Nata e cresciuta nel sud della California, debuttò a livello internazionale nel 2001 ai Mondiali allievi di Debrecen; in quell'occasione corse i 100 metri in 11"57, guadagnandosi il primo posto. Due anni più tardi partecipò all'edizione del 2003 dei Giochi panamericani, classificandosi terza.

### Giochi olimpici di Atene 2004
L'anno successivo ad Atene partecipò per la prima volta ai Giochi olimpici aggiudicandosi la medaglia d'argento nei 200 metri, superando la bahamense Debbie Ferguson-McKenzie ma finendo dietro alla giamaicana Veronica Campbell-Brown.

### Campionati mondiali 2005 e 2007
Ai Mondiali del 2005 ad Helsinki si laureò campionessa mondiale, sempre nei 200 metri, battendo la connazionale Rachelle Boone-Smith e la francese Christine Arron. Due anni dopo, a Osaka, partecipò all'edizione successiva dei Mondiali, difendendo la medaglia nei 200 metri e stabilendo anche il record personale con 21"81. Alla medaglia sui 200 m sono andati poi ad aggiungersi altri due ori grazie alle vittorie nelle staffette 4×100 e 4×400 metri.

### Giochi olimpici di Pechino 2008

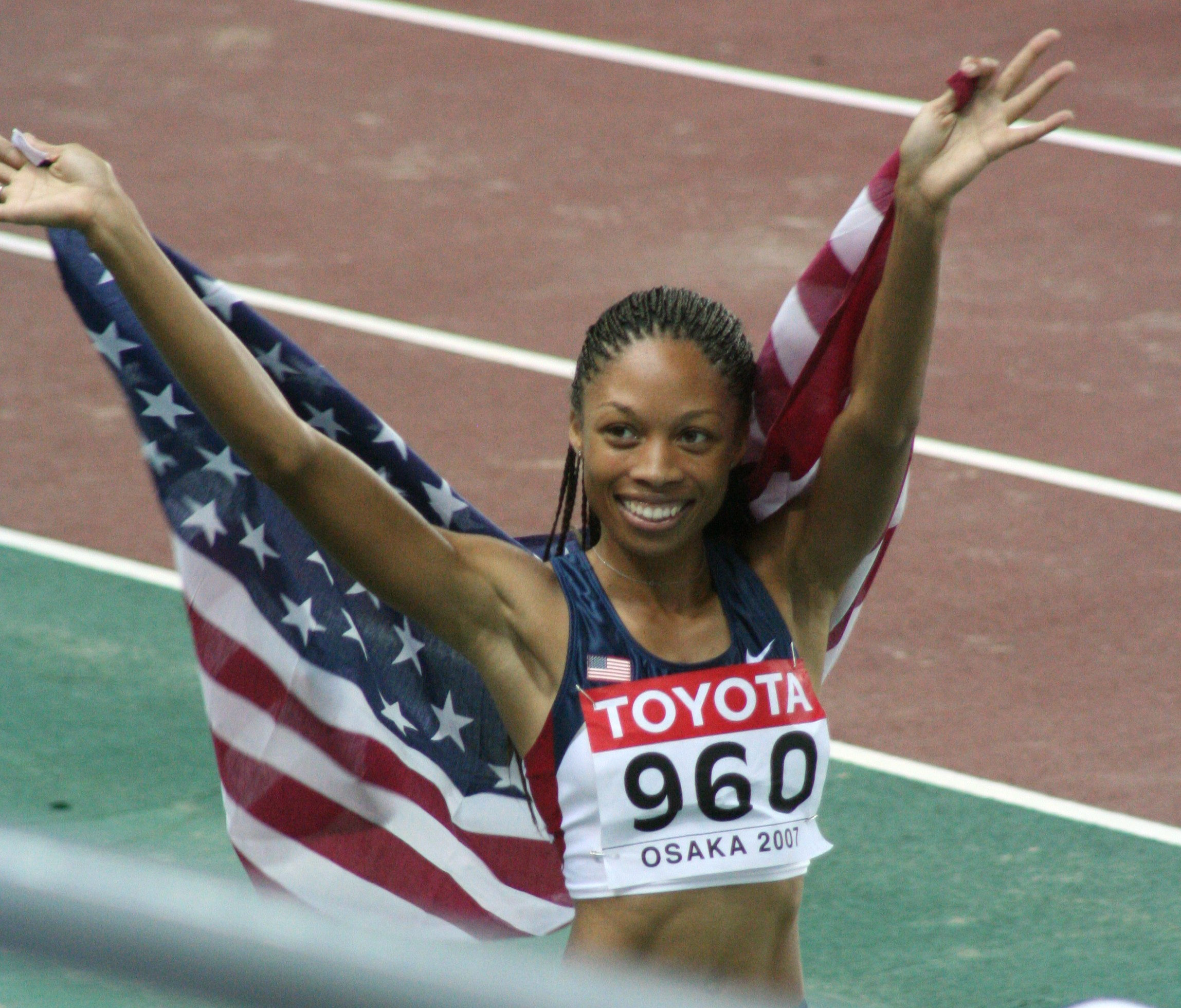
Allyson Felix festeggia il titolo conquistato nei 200 m ai Mondiali di

Nel 2008, ai Giochi olimpici di Pechino, si aggiudicò nuovamente la medaglia d'argento nei 200 metri, battuta ancora una volta dalla giamaicana Veronica Campbell che l'aveva già preceduta alle Olimpiadi di quattro anni prima.

### Campionati mondiali 2009 e 2011
Nel 2009, ai Mondiali di Berlino, vinse la medaglia d'oro nei 200 metri, aggiudicandosi così gli ultimi 3 mondiali consecutivi di questa specialità (2005, 2007 e 2009). Oltre al titolo dei 200 metri, Allyson Felix conquistò anche l'oro nella staffetta 4×400 metri, totalizzando così ben sei ori in carriera ai campionati del mondo. L'anno successivo vinse anche il suo primo titolo indoor, nella staffetta 4×400 metri, durante i Mondiali indoor di Doha.
Ai Mondiali 2011 di Taegu, vinse la medaglia d'argento nei 400 metri, dietro l'atleta del Botswana Amantle Montsho e non riesce a confermarsi nei 200 metri, dopo la vittoria di tre titoli mondiali consecutivi, arrivando solo alla medaglia di bronzo dietro alla giamaicana Veronica Campbell-Brown e alla connazionale Carmelita Jeter. In compenso, vinse nuovamente la medaglia d'oro nella 4×400 m con la staffetta statunitense e aggiunge un'ulteriore medaglia d'oro con la 4×100 m, totalizzando complessivamente 4 medaglie (due ori, un argento e un bronzo) nella stessa edizione.

### Giochi olimpici di Londra 2012
Il 30 giugno 2012, in occasione dei trials statunitensi, validi come selezione olimpica, realizzò la quarta miglior prestazione di sempre sui 200 metri con il tempo di 21"69.
Ai Giochi olimpici di Londra 2012 si laureò per la prima volta campionessa olimpica sui 200 m col tempo di 21"88, precedendo la giamaicana Shelly-Ann Fraser-Pryce e la connazionale Carmelita Jeter. Nella stessa edizione dei Giochi, insieme alle compagne di nazionale della staffetta 4×100 m (Tianna Madison, Bianca Knight e Carmelita Jeter), vinse la medaglia d'oro stabilendo il nuovo record mondiale della specialità con il tempo di 40"82. Il giorno dopo vinse la medaglia d'oro anche con la staffetta 4×400 m, insieme alle compagne DeeDee Trotter, Francena McCorory e Sanya Richards-Ross.

### Campionati mondiali 2013 e 2015

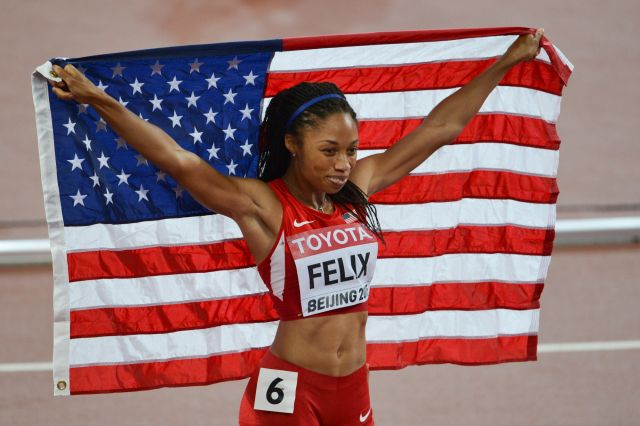
Allyson Felix celebra l'oro sui 400 m ai Mondiali di

Nel 2013 ai Mondiali di Mosca corse i 200 metri ma nel corso della finale si infortunò gravemente al muscolo bicipite femorale destro, fermandosi nella gara poi vinta da Shelly-Ann Fraser-Pryce. L'infortunio la tenne lontano dalle piste per diverso tempo, e dopo 9 mesi si ripresentò in Diamond League al Shanghai Golden Grand Prix, finendo quinta sui 400 metri col tempo di 50"81. Il 2014 fu un anno di transizione per la Felix, che solo a fine stagione registrò tempi importanti, vincendo i 200 metri al Memorial Van Damme di Bruxelles in 22"02.
Nel 2015, nonostante fosse qualificata sia nei 200 che nei 400 metri dei Mondiali di Pechino, fu costretta a scegliere una delle sue due gare preferite, in quanto la finale dei 400 m era in programma dopo solo un'ora dalle semifinali dei 200 m. Scelta la gara dei 400 metri, che non aveva ancora vinto nelle grandi manifestazioni, la Felix vinse la finale con il suo personale, 49"26, diciassettesimo miglior tempo di sempre sulla distanza. Grazie a questa vittoria la Felix diventò la prima donna al mondo a vincere i titoli mondiali sui 200 e 400 metri.

### Giochi olimpici di Rio 2016
Ai Giochi olimpici di Rio de Janeiro 2016 vinse la medaglia d'argento nei 400 metri in 49"51, i giorni successivi ottenne la doppietta di ori nelle staffette con 41"01 e 3'19"06.

### Campionati mondiali 2017 e 2019
Ai campionati del mondo 2017 ottenne il bronzo nei 400 metri e l'oro nelle staffette 4×100 e 4×400 m.
Nel 2019 tornò a gareggiare dopo il parto, vincendo ai campionati mondiali le staffette 4×400 m e 4×400 m mista, battendo in quest'ultima il record mondiale. Nel periodo della sua maternità la Nike, di cui era testimonial, decise una riduzione del 70% dei compensi pattuiti; come conseguenza Allyson Felix firmò un contratto di sponsorizzazione con la Athleta, divenendo paladina per l'uguaglianza delle atlete.

## Record mondiali
Seniores
- Staffetta 4×100 metri: 40"82 ( Londra, 10 agosto 2012) (Tianna Bartoletta, Allyson Felix, Bianca Knight, Carmelita Jeter)

## Progressione

### 100 metri piani

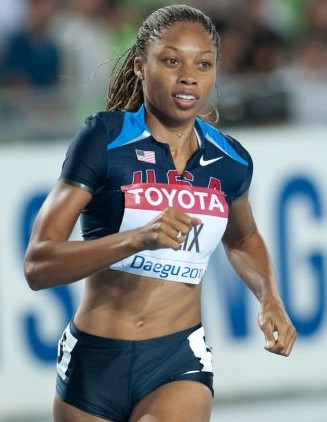
Allyson Felix ai Mondiali di

| Stagione | Tempo | Luogo        | Data      | Rank. Mond. |
| -------- | ----- | ------------ | --------- | ----------- |
| 2018     | 11"30 | Baie-Mahault | 12-5-2018 | 122ª        |
| 2017     | 11"03 | Sacramento   | 22-6-2017 | 20ª         |
| 2015     | 11"09 | Kingston     | 9-5-2015  | 37ª         |
| 2014     | 11"01 | Monaco       | 18-7-2014 | 8ª          |
| 2013     | 11"06 | Manchester   | 25-5-2013 | 20ª         |
| 2012     | 10"89 | Londra       | 4-8-2012  | 6ª          |
| 2010     | 11"27 | Des Moines   | 25-6-2010 | 45ª         |
| 2009     | 11"08 | Retimo       | 20-7-2009 | 13ª         |
| 2008     | 10"93 | Doha         | 9-5-2008  | 8ª          |
| 2007     | 11"01 | New York     | 2-6-2007  | 5ª          |
| 2006     | 11"04 | Lawrence     | 22-4-2006 | 6ª          |
| 2005     | 11"05 | Yokohama     | 19-9-2005 | 9ª          |
| 2004     | 11"16 | Linz         | 2-8-2004  | 22ª         |
| 2003     | 11"29 | Norwalk      | 7-6-2003  | 53ª         |
| 2002     | 11"40 | Cerritos     | 31-5-2002 | 80ª         |
| 2001     | 11"53 | Norwalk      | 25-5-2001 | 171ª        |
| 2000     | 12"10 | Amherst      | 30-7-2000 |             |

### 200 metri piani

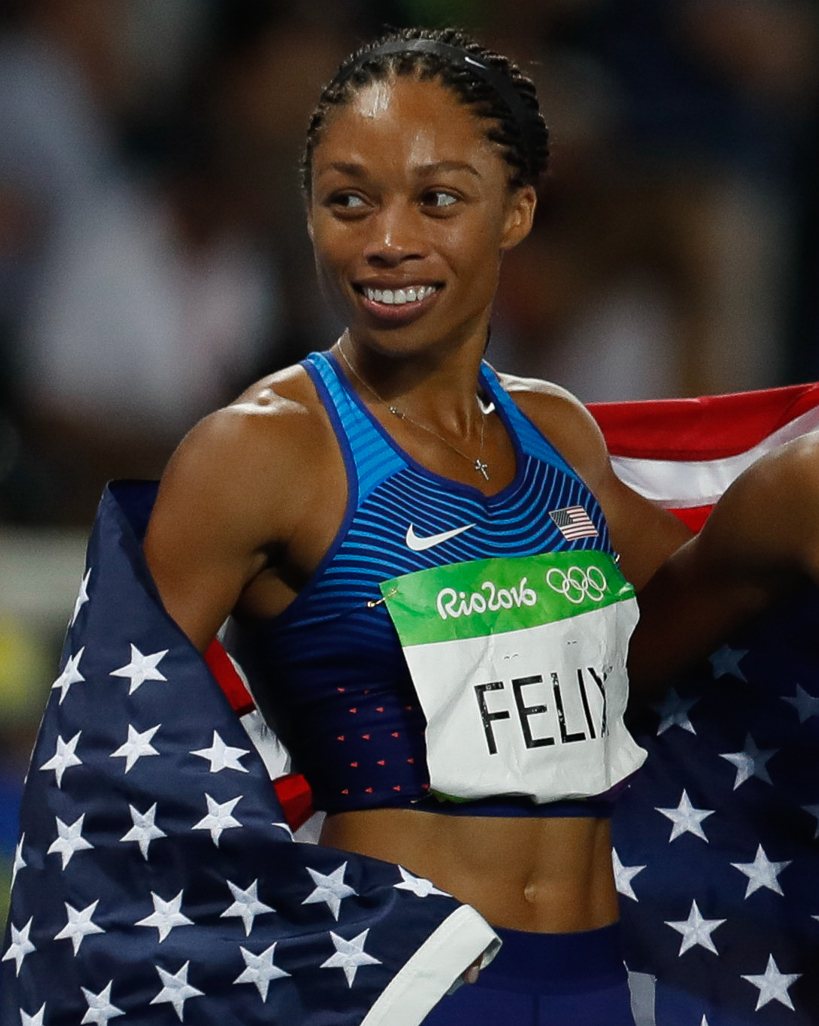
Allyson Felix ai Giochi olimpici di Rio 2016

| Stagione | Tempo | Luogo             | Data      | Rank. Mond. |
| -------- | ----- | ----------------- | --------- | ----------- |
| 2017     | 22"33 | Eugene            | 27-5-2017 | 9ª          |
| 2016     | 22"02 | Zurigo            | 1-9-2016  | 4ª          |
| 2015     | 21"98 | Doha              | 15-5-2015 | 4ª          |
| 2014     | 22"02 | Bruxelles         | 5-9-2014  | 1ª          |
| 2013     | 22"30 | Mosca             | 15-8-2013 | 4ª          |
| 2012     | 21"69 | Eugene            | 30-6-2012 | 1ª          |
| 2011     | 22"32 | Monaco            | 22-7-2011 | 6ª          |
| 2010     | 22"03 | New York          | 12-6-2010 | 2ª          |
| 2009     | 21"88 | Stoccolma         | 31-7-2009 | 1ª          |
| 2008     | 21"93 | Pechino           | 21-8-2008 | 2ª          |
| 2007     | 21"81 | Osaka             | 31-8-2007 | 1ª          |
| 2006     | 22"11 | Stoccarda         | 9-9-2006  | 2ª          |
| 2005     | 22"13 | Carson            | 26-6-2005 | 1ª          |
| 2004     | 22"18 | Atene             | 25-8-2004 | 2ª          |
| 2003     | 22"11 | Città del Messico | 3-5-2003  | 1ª          |
| 2002     | 22"83 | Cerritos          | 31-5-2002 | 22ª         |
| 2001     | 23"31 | Walnut            | 21-4-2001 | 106ª        |
| 2000     | 23"90 | Norwalk           | 2-6-2000  |             |

### 400 metri piani

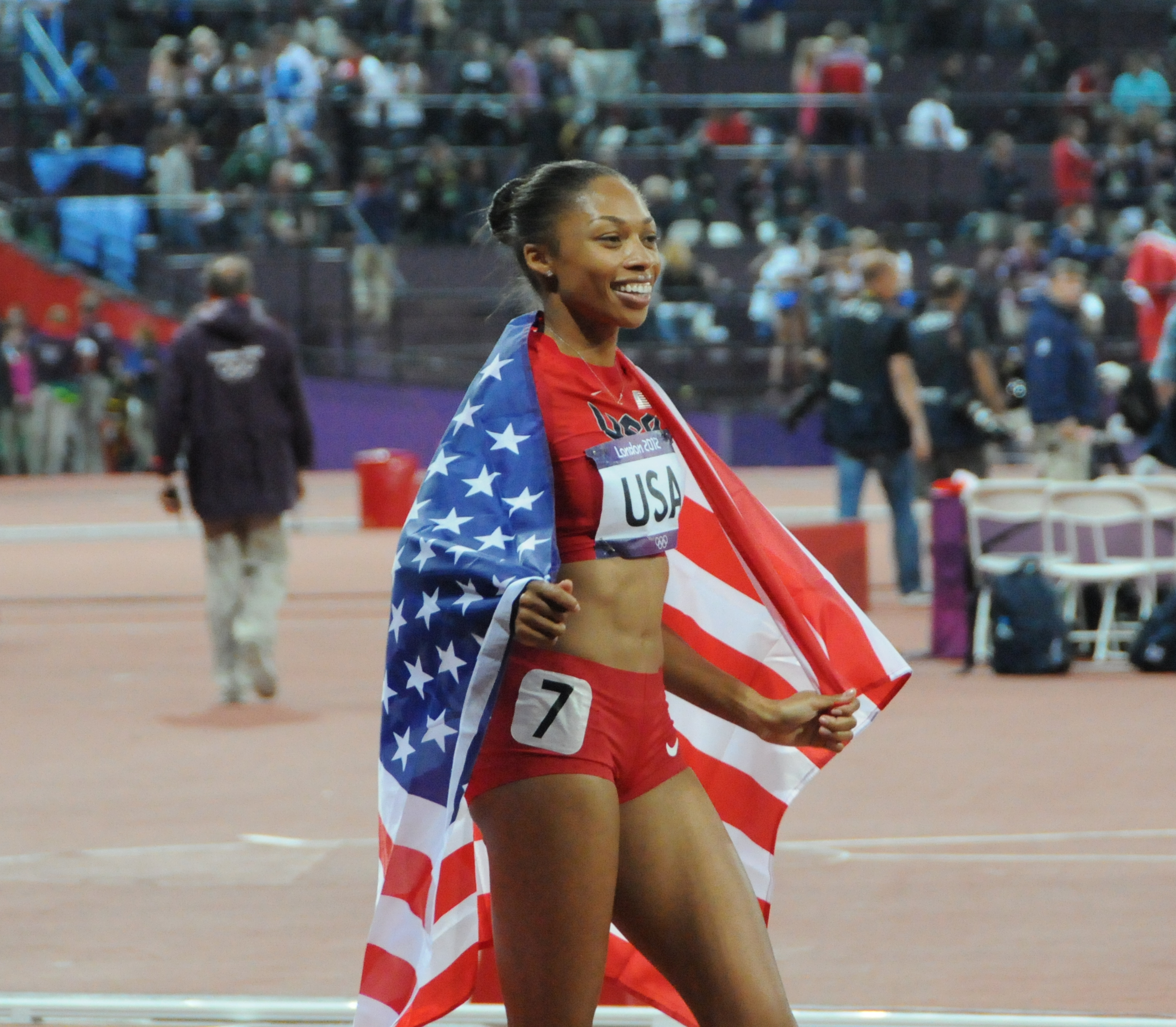
Allyson Felix a

| Stagione | Tempo | Luogo             | Data      | Rank. Mond. |
| -------- | ----- | ----------------- | --------- | ----------- |
| 2021     | 49"46 | Tokyo             | 6-8-2021  |             |
| 2018     | 51"35 | Chorzów           | 8-6-2018  | 44ª         |
| 2017     | 49"65 | Londra            | 9-7-2017  | 2ª          |
| 2016     | 49"51 | Rio de Janeiro    | 15-8-2016 | 2ª          |
| 2015     | 49"26 | Pechino           | 27-8-2015 | 1ª          |
| 2014     | 50"81 | Shanghai          | 18-5-2014 | 13ª         |
| 2013     | 50"19 | Doha              | 10-5-2013 | 8ª          |
| 2011     | 49"59 | Taegu             | 29-8-2011 | 2ª          |
| 2010     | 50"15 | Doha              | 14-5-2010 | 7ª          |
| 2009     | 49"83 | Zurigo            | 28-8-2009 | 5ª          |
| 2008     | 49"83 | Doha              | 9-5-2008  | 4ª          |
| 2007     | 49"70 | Stoccolma         | 7-8-2007  | 6ª          |
| 2005     | 51"12 | Glasgow           | 5-6-2005  | 27ª         |
| 2004     | 51"83 | Città del Messico | 22-5-2004 | 79ª         |
| 2003     | 52"26 | Pasadena          | 29-3-2003 | 85ª         |
| 2002     | 55"01 | Oakland           | 6-4-2002  |             |

## Palmarès
| Anno | Manifestazione      | Sede           | Evento        | Risultato        | Prestazione | Note                                     |
| ---- | ------------------- | -------------- | ------------- | ---------------- | ----------- | ---------------------------------------- |
| 2001 | Mondiali U18        | Debrecen       | 100 m piani   | Oro              | 11"57       |                                          |
| 2001 | Mondiali U18        | Debrecen       | Staffetta     | Oro              | 2'03"83     |                                          |
| 2002 | Mondiali U20        | Kingston       | 200 m piani   | 5ª               | 23"48       |                                          |
| 2003 | Mondiali indoor     | Birmingham     | 200 m piani   | Semifinale       | 23"29       |                                          |
| 2003 | Giochi panamericani | Santo Domingo  | 200 m piani   | Bronzo           | 22"93       |                                          |
| 2003 | Giochi panamericani | Santo Domingo  | 4×100 m       | Oro              | 43"06       |                                          |
| 2003 | Mondiali            | Saint-Denis    | 200 m piani   | Quarti di finale | 23"33       |                                          |
| 2004 | Giochi olimpici     | Atene          | 200 m piani   | Argento          | 22"18       | Miglior prestazione mondiale under 20    |
| 2005 | Mondiali            | Helsinki       | 200 m piani   | Oro              | 22"16       |                                          |
| 2007 | Mondiali            | Osaka          | 200 m piani   | Oro              | 21"81       | Miglior prestazione mondiale stagionale  |
| 2007 | Mondiali            | Osaka          | 4×100 m       | Oro              | 41"98       | Miglior prestazione mondiale stagionale  |
| 2007 | Mondiali            | Osaka          | 4×400 m       | Oro              | 3'18"55     | Miglior prestazione mondiale stagionale  |
| 2008 | Giochi olimpici     | Pechino        | 200 m piani   | Argento          | 21"93       | Miglior prestazione personale stagionale |
| 2008 | Giochi olimpici     | Pechino        | 4×400 m       | Oro              | 3'18"54     |                                          |
| 2009 | Mondiali            | Berlino        | 200 m piani   | Oro              | 22"02       |                                          |
| 2009 | Mondiali            | Berlino        | 4×400 m       | Oro              | 3'17"83     | Miglior prestazione mondiale stagionale  |
| 2010 | Mondiali indoor     | Doha           | 4×400 m       | Oro              | 3'27"34     | Record nord-centroamericano              |
| 2011 | Mondiali            | Taegu          | 200 m piani   | Bronzo           | 22"42       |                                          |
| 2011 | Mondiali            | Taegu          | 400 m piani   | Argento          | 49"59       | Miglior prestazione personale            |
| 2011 | Mondiali            | Taegu          | 4×100 m       | Oro              | 41"56       | Miglior prestazione mondiale stagionale  |
| 2011 | Mondiali            | Taegu          | 4×400 m       | Oro              | 3'18"09     | Miglior prestazione mondiale stagionale  |
| 2012 | Giochi olimpici     | Londra         | 100 m piani   | 5ª               | 10"89       | Miglior prestazione personale            |
| 2012 | Giochi olimpici     | Londra         | 200 m piani   | Oro              | 21"88       |                                          |
| 2012 | Giochi olimpici     | Londra         | 4×100 m       | Oro              | 40"82       | Record mondiale                          |
| 2012 | Giochi olimpici     | Londra         | 4×400 m       | Oro              | 3'16"87     | Miglior prestazione personale stagionale |
| 2013 | Mondiali            | Mosca          | 200 m piani   | Finale           | dnf         |                                          |
| 2015 | World Relays        | Nassau         | 4×100 m       | Argento          | 42"32       | Miglior prestazione personale stagionale |
| 2015 | World Relays        | Nassau         | 4×200 m       | Finale           | dnf         |                                          |
| 2015 | Mondiali            | Pechino        | 400 m piani   | Oro              | 49"26       | Miglior prestazione mondiale stagionale  |
| 2015 | Mondiali            | Pechino        | 4×100 m       | Argento          | 41"68       | Miglior prestazione personale stagionale |
| 2015 | Mondiali            | Pechino        | 4×400 m       | Argento          | 3'19"44     |                                          |
| 2016 | Giochi olimpici     | Rio de Janeiro | 400 m piani   | Argento          | 49"51       | Miglior prestazione personale stagionale |
| 2016 | Giochi olimpici     | Rio de Janeiro | 4×100 m       | Oro              | 41"01       | Miglior prestazione personale stagionale |
| 2016 | Giochi olimpici     | Rio de Janeiro | 4×400 m       | Oro              | 3'19"06     | Miglior prestazione personale stagionale |
| 2017 | Mondiali            | Londra         | 400 m piani   | Bronzo           | 50"08       |                                          |
| 2017 | Mondiali            | Londra         | 4×100 m       | Oro              | 41"82       | Miglior prestazione mondiale stagionale  |
| 2017 | Mondiali            | Londra         | 4×400 m       | Oro              | 3'19"02     | Miglior prestazione mondiale stagionale  |
| 2019 | Mondiali            | Doha           | 4×400 m       | Oro              | 3'18"92     | [ 6 ]                                    |
| 2019 | Mondiali            | Doha           | 4×400 m mista | Oro              | 3'09"34     | Record mondiale                          |
| 2021 | Giochi olimpici     | Tokyo          | 400 m piani   | Bronzo           | 49"46       | Miglior prestazione personale stagionale |
| 2021 | Giochi olimpici     | Tokyo          | 4×400 m       | Oro              | 3'16"85     | Miglior prestazione personale stagionale |
| 2022 | Mondiali            | Eugene         | 4×400 m       | Oro              | 3'17"79     | [ 6 ]                                    |
| 2022 | Mondiali            | Eugene         | 4×400 m mista | Bronzo           | 3'10"16     |                                          |

## Campionati nazionali
- 1 volta campionessa nazionale dei 100 metri piani (2010)
- 6 volte campionessa nazionale dei 200 metri piani (2004, 2005, 2007, 2008, 2009, 2012)
- 3 volte campionessa nazionale dei 400 metri piani (2011, 2015, 2016)
- 1 volta campionessa nazionale indoor dei 200 metri piani (2003)
- 1 volta campionessa nazionale indoor dei 400 metri piani (2010)

## Altre competizioni internazionali
2005

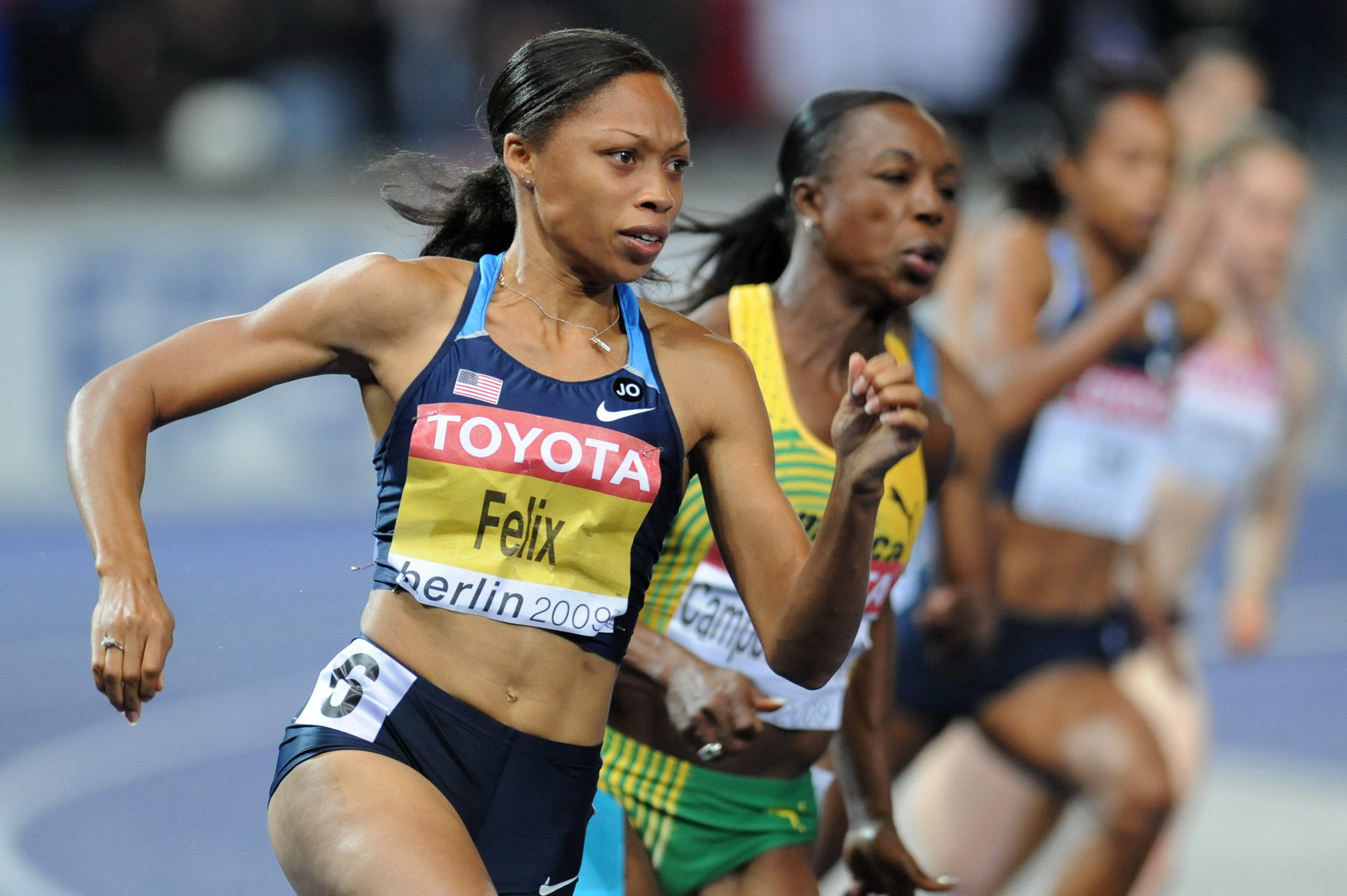
Allyson Felix durante i Mondiali di

- Oro alla World Athletics Final ( Monaco), 200 m piani - 22"27

2006
- Bronzo alla World Athletics Final ( Stoccarda), 100 m piani - 11"07
- Oro alla World Athletics Final ( Stoccarda), 200 m piani - 22"11

2007
- Argento alla World Athletics Final ( Stoccarda), 100 m piani - 11"15

2009
- Oro alla World Athletics Final ( Salonicco), 200 m piani - 22"29

2010
- Vincitrice della Diamond League nella specialità dei 200 m piani (22 punti)
- Vincitrice della Diamond League nella specialità dei 400 m piani (20 punti)

2014
- Vincitrice della Diamond League nella specialità dei 200 m piani (21 punti)

2015
- Vincitrice della Diamond League nella specialità dei 200 m piani (14 punti)

## Riconoscimenti
- Atleta mondiale dell'anno (2012)
- Atleta mondiale emergente dell'anno (2003)